# Oscar Lewicki
Carl Oscar Johan Lewicki (Pronunciació en suec: lɛˈvɪkːɪ, pronunciació en polonès: lɛˈvit͡ski; nascut el 14 de juliol de 1992) és un futbolista professional suec que juga al Malmö FF a l'Allsvenskan. També és internacional amb la selecció sueca de futbol.

## Carrera esportiva

### Bayern de Múnic
Lewicki va ingressar al FC Bayern de Múnic des del seu originari Malmö FF el 2008 per jugar a l'equip juvenil del Bayern. Va començar a participar en el Bayern B cap a les darreries de la temporada 2009–10, quan va ser convocat per diversos partits al final de la temporada, tot i que restà a la banqueta sense jugar. Va debutar-hi al començament de la temporada següent en una derrota per 4–1 contra el Kickers Offenbach i va disputar un total de 33 partits, en una temporada en què el club descendí a la 3. Liga. Se li va oferir un precontracte amb el primer equip, però el va declinar. El juny de 2011 va esdevenir agent lliure.

### BK Häcken
Malgrat els esforços del Bayern de Múnic per retenir-lo, Lewicki va escollir marxar a l'equip suec BK Häcken l'agost de 2011 després d'haver signat contracte pel que restava de 2014. La raó principal del canvi fou la presumible suplència del jugador al primer equip. Lewicki va passar quatre temporades al Häcken abans de deixar el club en acabar el contracte, el 2014.

### Malmö FF
El Malmö FF, el primer club de Lewicki, va anunciar que hi retornaria, amb un contracte de tres anys, el 13 de novembre de 2014. El traspàs es va formalitzar quan es va obrir el mercat de fitxatges suec, el 8 de gener de 2015.

## Estadístiques

### Club
A 29 maig 2016.
| Club               | Temporada     | Lliga   | Lliga | Copa    | Copa | Continental | Continental | Total   | Total |
| Club               | Temporada     | Partits | Gols  | Partits | Gols | Partits     | Gols        | Partits | Gols  |
| ------------------ | ------------- | ------- | ----- | ------- | ---- | ----------- | ----------- | ------- | ----- |
| Bayern de Múnic II | 2010–11       | 33      | 0     | 0       | 0    | —           | —           | 33      | 0     |
| Bayern de Múnic II | Total         | 33      | 0     | 0       | 0    | 0           | 0           | 33      | 0     |
| BK Häcken          | 2011          | 0       | 0     | 0       | 0    | 0           | 0           | 0       | 0     |
| BK Häcken          | 2012          | 24      | 1     | 0       | 0    | —           | —           | 24      | 1     |
| BK Häcken          | 2013          | 18      | 1     | 0       | 0    | 3           | 0           | 21      | 1     |
| BK Häcken          | 2014          | 27      | 0     | 5       | 0    | —           | —           | 32      | 0     |
| BK Häcken          | Total         | 69      | 2     | 5       | 0    | 3           | 0           | 77      | 2     |
| Malmö FF           | 2015          | 27      | 2     | 4       | 0    | 12          | 0           | 43      | 2     |
| Malmö FF           | 2016          | 9       | 0     | 6       | 0    | —           | —           | 15      | 0     |
| Malmö FF           | Total         | 36      | 2     | 10      | 0    | 12          | 0           | 58      | 2     |
| Total carrera      | Total carrera | 138     | 4     | 15      | 0    | 15          | 0           | 168     | 4     |

### Internacional
A 12 maig 2016.
| Equip nacional | Any   | Partits | Gols |
| -------------- | ----- | ------- | ---- |
| Suècia         | 2014  | 2       | 0    |
| Suècia         | 2015  | 6       | 0    |
| Suècia         | 2016  | 1       | 0    |
| Total          | Total | 9       | 0    |

## Palmarès

### Internacional
Suècia Sub-21
- Campionat d'Europa de la UEFA Sub-21: 2015

### Individual
- Equip del torneig del Campionat d'Europa de la UEFA Sub-21: 2015